# Ranunkelbusk
Slægten Ranunkelbusk (Kerria) er udbredt med en enkelt art i Østasien. Derfor skal beskrivelsen af slægtens forhold søges under beskrivelsen af denne art.
| Art |

- Almindelig Ranunkelbusk (Kerria japonica)